# Approximation de l'enveloppe lentement variable
En physique des ondes, l'approximation de l'enveloppe lentement variable (SVEA) (en anglais : slowly varying envelope approximation) est l'hypothèse selon laquelle l'enveloppe d'une impulsion varie lentement dans le temps et dans l'espace par rapport à une période ou une longueur d'onde. Dans l'espace réciproque, cette approximation consiste à considérer un signal au spectre très étroit.

## Énoncé mathématique
On considère une un signal monochromatique
{\displaystyle s({\vec {r}},t)=s_{0}({\vec {r}},t)\mathrm {e} ^{\mathrm {i} ({\vec {k}}_{0}\cdot {\vec {r}}-\omega _{0}t)}}
d'amplitude {\displaystyle s_{0}({\vec {r}},t)} (enveloppe) et de vecteur d'onde {\displaystyle {\vec {k}}_{0}} et de pulsation {\displaystyle \omega _{0}} (porteuse).
Dans l'approximation de l'enveloppe lentement variable, on considère que {\displaystyle s_{0}} varie lentement quand {\displaystyle |{\vec {r}}|} varie d'une longueur d'onde {\displaystyle \lambda _{0}=2\pi /|{\vec {k}}_{0}|} et quand {\displaystyle t} varie d'une période {\displaystyle T=2\pi /\omega _{0}}. Cela se traduit par les relations suivantes sur les dérivées partielles de l'amplitude du signal :
{\displaystyle \left|\nabla ^{2}s_{0}\right|\ll \left|{\vec {k}}_{0}\cdot {\vec {\nabla }}s_{0}\right|} ,
{\displaystyle \left|{\frac {\partial ^{2}s_{0}}{\partial t^{2}}}\right|\ll \left|\omega _{0}{\frac {\partial s_{0}}{\partial t}}\right|} .

## Application en optique non linéaire
En optique non linéaire, l'approximation de l'enveloppe lentement variable permet de simplifier l'équation de propagation des ondes électromagnétiques.
Dans un milieu matériel, l'équation de propagation des ondes électromagnétiques s'écrit :
{\displaystyle {\vec {\nabla }}\times \left({\vec {\nabla }}\times {\vec {E}}\right)+{\frac {1}{c^{2}}}{\frac {\partial ^{2}{\vec {E}}}{\partial t^{2}}}=-\mu _{0}{\frac {\partial ^{2}{\vec {P}}}{\partial t^{2}}}}.
où {\displaystyle {\vec {E}}} est le champ électrique, {\displaystyle {\vec {P}}} la polarisation du milieu.
On considère une onde plane monochromatique se propageant dans la direction {\displaystyle Oz}. Le champ électrique s'écrit alors :
{\displaystyle {\vec {E}}(z,t)={\hat {e}}A(z,t)\mathrm {e} ^{\mathrm {i} (kz-\omega t)}+\mathrm {c.c.} }
(c.c. désigne la quantité complexe conjugée). Dans ce cas {\displaystyle {\vec {\nabla }}\cdot {\vec {E}}=0} et l'équation de propagation devient :
{\displaystyle \Delta {\vec {E}}=\mu _{0}{\frac {\partial ^{2}{\vec {D}}}{\partial t^{2}}}}
avec {\displaystyle {\vec {D}}={\vec {P}}+\epsilon _{0}{\vec {E}}} le vecteur déplacement électrique. En séparant la polarisation en sa partie linéaire {\displaystyle {\vec {P}}^{\mathrm {L} }} et sa partie non linéaire {\displaystyle {\vec {P}}^{\mathrm {NL} }}, on peut réécrire le vecteur déplacement électrique :
{\displaystyle {\vec {D}}=\varepsilon _{0}{\vec {E}}+{\vec {P}}^{\mathrm {L} }+{\vec {P}}^{\mathrm {NL} }=\varepsilon _{0}\varepsilon _{\mathrm {r} }{\vec {E}}+{\vec {P}}^{\mathrm {NL} }}.
En introduisant alors {\displaystyle k_{\Sigma }} le vecteur d'onde de la polarisation non linéaire (qui dépend du phénomène étudié), on écrit :
{\displaystyle {\vec {P}}^{\mathrm {NL} }={\vec {P}}^{\mathrm {NLS} }\mathrm {e} ^{\mathrm {i} (k_{\Sigma }z-\omega t)}+\mathrm {c.c.} }
En détaillant l'expression du laplacien, il vient :
{\displaystyle \Delta {\vec {E}}={\hat {e}}\left[{\frac {\partial ^{2}A}{\partial z^{2}}}+2\mathrm {i} k{\frac {\partial A}{\partial z}}-k^{2}A\right]\mathrm {e} ^{\mathrm {i} (kz-\omega t)}+\mathrm {c.c.} }
On peut alors utiliser l'approximation de l'enveloppe lentement variable pour éliminer le premier terme. Finalement, on obtient l'équation de propagation suivante :
{\displaystyle 2\mathrm {i} k{\frac {\partial A}{\partial z}}-k^{2}A=-\varepsilon _{\mathrm {r} }{\frac {\omega ^{2}}{c^{2}}}-\mu _{0}\omega ^{2}{\hat {e}}\cdot {\vec {P}}^{\mathrm {NLS} }\mathrm {e} ^{\mathrm {i} (k_{\Sigma }-k)z}}
qui se simplifie avec {\displaystyle k^{2}=\varepsilon _{\mathrm {r} }\omega ^{2}/c^{2}} en :
{\displaystyle {\frac {\partial A}{\partial z}}=\mathrm {i} {\frac {\omega }{2\varepsilon _{0}nc}}{\hat {e}}\cdot {\vec {P}}^{\mathrm {NLS} }\mathrm {e} ^{\mathrm {i} \Delta kz}}
où {\displaystyle \Delta k=k_{\Sigma }-k}. Cette équation est la forme la plus simple de l'équation de propagation non linéaire des ondes électromagnétiques.